# Regina Walsh Acres (circonscription saskatchewanaise)
Pour les articles homonymes, voir Regina et Walsh.
Circonscription électorale provinciale du Canada
Regina Walsh Acres (auparavant Regina North West (1965-1995) et Regina Sherwood (1995-2003)) est une circonscription électorale provinciale de la Saskatchewan au Canada. Elle est représentée à l'Assemblée législative de la Saskatchewan depuis 1967.

## Géographie
La circonscription comprend les quartiers Normanview, Regent Park, Sherwood-McCarthy, McCarthy Park et Walsh Acres la ville de Regina.

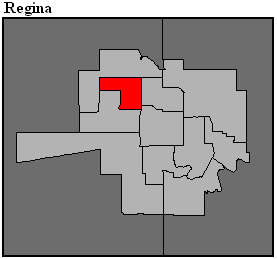
Frontière de la circonscription en 2016.
Frontière de la circonscription en 2022.

## Liste des députés
| Parlment                                             | Année                                                | Député                                               | Député                                               | Parti                                                |
| Regina North West                                    | Regina North West                                    | Regina North West                                    | Regina North West                                    | Regina North West                                    |
| Circonscription issue de Regina North et Regina West | Circonscription issue de Regina North et Regina West | Circonscription issue de Regina North et Regina West | Circonscription issue de Regina North et Regina West | Circonscription issue de Regina North et Regina West |
| ---------------------------------------------------- | ---------------------------------------------------- | ---------------------------------------------------- | ---------------------------------------------------- | ---------------------------------------------------- |
| 16e                                                  | 1967–1971                                            |                                                      | Edward Charles Whelan (en)                           | Néo-démocrate                                        |
| 17e                                                  | 1971–1975                                            |                                                      | Edward Charles Whelan (en)                           | Néo-démocrate                                        |
| 18e                                                  | 1975–1978                                            |                                                      | Edward Charles Whelan (en)                           | Néo-démocrate                                        |
| 19e                                                  | 1978–1978                                            |                                                      | Edward Charles Whelan (en)                           | Néo-démocrate                                        |
| 19e                                                  | 1978-1982                                            |                                                      | John Solomon (en)                                    | Néo-démocrate                                        |
| 20e                                                  | 1982–1983                                            |                                                      | Bill Sveinson (en)                                   | Progressiste-Conservateur                            |
| 20e                                                  | 1983-1985                                            |                                                      | Bill Sveinson (en)                                   | Libéral                                              |
| 20e                                                  | 1985-1986                                            |                                                      | Bill Sveinson (en)                                   | Western Canada Concept (en)                          |
| 21e                                                  | 1986–1991                                            |                                                      | John Solomon (en)                                    | Néo-démocrate                                        |
| 22e                                                  | 1991–1994                                            |                                                      | John Solomon (en)                                    | Néo-démocrate                                        |
| 22e                                                  | 1994-1995                                            |                                                      | Anita Bergman (en)                                   | Libérale                                             |
| Regina Sherwood                                      |                                                      |                                                      |                                                      |                                                      |
| 23e                                                  | 1995–1999                                            |                                                      | Lindy Kasperski (en)                                 | Néo-démocrate                                        |
| 24e                                                  | 1999–2001                                            |                                                      | Lindy Kasperski (en)                                 | Néo-démocrate                                        |
| 24e                                                  | 2001-2003                                            |                                                      | Lindy Kasperski (en)                                 | Indépendant                                          |
| Regina Walsh Acres                                   |                                                      |                                                      |                                                      |                                                      |
| 25e                                                  | 2003–2007                                            |                                                      | Sandra Morin                                         | Néo-démocrate                                        |
| 26e                                                  | 2007–2011                                            |                                                      | Sandra Morin                                         | Néo-démocrate                                        |
| 27e                                                  | 2011–2016                                            |                                                      | Warren Steinley                                      | Parti saskatchewanais                                |
| 28e                                                  | 2016–2019                                            |                                                      | Warren Steinley                                      | Parti saskatchewanais                                |
| 28e                                                  | 2019-2020                                            |                                                      | Vacant                                               | Vacant                                               |
| 29e                                                  | 2020–2024                                            |                                                      | Derek Meyers                                         | Parti saskatchewanais                                |
| 29e                                                  | mars-août 2023                                       |                                                      | Vacant                                               | Vacant                                               |
| 29e                                                  | 2023-2024                                            |                                                      | Jared Clarke (en)                                    | Néo-démocrate                                        |
| 30e                                                  | 2024–en cours                                        |                                                      | Jared Clarke (en)                                    | Néo-démocrate                                        |

## Résultats électoraux
Regina Walsh Acres (depuis 2003)

Regina Sherwood (1995-2003)

Regina North West (1995-2003)